# 讀愛
是一部2008年斯蒂芬·达尔德里導演的劇情片，由David Hare改编自1995年本哈德·施林克所創作的小說《讀者》。雷夫·范恩斯和凱特·溫絲蕾以及年輕演員大卫·克劳斯出演主角。這是製片人安东尼·明格拉和薛尼·波勒的最後一套製作的電影，因為兩人在電影上映前已逝世。2007年9月電影於德國開始製作，並於2008年12月10日首次在部分地區上映。
故事講述一名於1950年代的德國少年米夏埃爾·伯格（Michael Berg）和一名中年女子漢娜·施密茨（Hanna Schmitz）展開一段忘年戀，但漢娜不久不告而別。米夏埃爾後來成為年輕律师，再度見到漢娜時，她由於在戰爭後期中擔任一個集中營警衛時的行為成為一名因戰爭犯罪受審的被告。米夏埃爾知道漢娜一直有一個她深信比她以往納粹時代更糟的秘密，這個秘密足以推翻对她的指控。但米夏埃爾一时的犹豫铸就了两人终身的遗憾。
溫絲蕾获得金球獎最佳女配角、英国电影学院奖最佳女主角和奧斯卡最佳女主角等多个奖项。

## 劇情
在1958年的德國，一個15歲的少年米夏埃爾在街上病倒，被一個美麗的女子漢娜救起，當病癒之後他決定親自去跟漢娜道謝，但是這樣的相逢讓他們兩人牽起了一輩子難以割捨的情緣。
當米夏埃爾與漢娜兩人再次見面之後，對於彼此的吸引毫不設防，因此他們感情的熱度一下子就達到沸點，漢娜喜歡米夏埃爾朗讀各式各樣的世界名著給她聽，米夏埃爾對於漢娜的神秘與成熟的魅力難以自拔，兩人也同時耽溺在歡愉的性愛關係中。但是有一天漢娜卻突然不告而別，留下了麥可滿腹的疑惑和心碎。
多年後，米夏埃爾成為法律系高材生，當他跟隨著教授到納粹戰犯的法庭旁聽時，卻赫然發現被告竟然就是許久不見的漢娜，在抽絲剝繭的審判中逐漸將漢娜的過去呈現在麥可的眼前，也深深牽動著米夏埃爾的心，同時也撼動了兩人的命運。

## 演員
- 凱特·溫斯蕾飾演漢娜·施密茨。她本來獲選為劇中女主角，但因趕拍另一電影《浮生路》已放棄，後來選擇的主角妮歌·潔曼卻因懷孕而辭演，輾轉間女主角又落到凱特·溫絲蕾手上。
- 大卫·克劳斯飾演少年时代的米夏埃爾·伯格，15岁的米夏埃爾·伯格和漢娜在二战后的西德譜出一段忘年戀。
- 雷夫·范恩斯飾演成年后的米夏埃爾·伯格[1]
- 亚历山德拉·玛丽亚·拉那飾演年輕时的Ilana Mather，Ilana Mather曾是漢娜·施密茨看管下的集中营的一名受害者。
- 布鲁诺·冈茨飾演羅爾教授，羅爾教授是一位大屠杀幸存者，并且是米夏埃爾在海德堡大学的老师。
- Lena Olin飾演Ilana Mather的母親。同时她还在电影的末段饰演了晚年的Ilana Mather。
- Vijnessna Ferkic飾演Sophie。
- Hannah Herzsprung飾演米夏埃爾的女兒尤利亞。
- Karoline Herfurth飾演米夏埃爾於大學時代結識的戀人瑪塔。
- Burghard Klaußner飾演法官。

## 譯名
香港片名為《讀愛》，台灣片名為《為愛朗讀》；中國大陸並無上映，無正式片名。

## 獎項
| Awards               | Awards       | Awards                         | Awards |
| 獎項                 | 類型         | 獲提名人                       | 結果   |
| -------------------- | ------------ | ------------------------------ | ------ |
| 第81届奥斯卡金像奖   | 最佳女主角   | 凱特·溫絲蕾                    | 胜出   |
| 第81届奥斯卡金像奖   | 最佳影片     | 《朗读者》                     | 提名   |
| 第81届奥斯卡金像奖   | 最佳导演     | 斯蒂芬·达尔德里                | 提名   |
| 第81届奥斯卡金像奖   | 最佳改编剧本 | David Hare                     | 提名   |
| 第81届奥斯卡金像奖   | 最佳攝影     | Roger Deakins和Chris Menges    | 提名   |
| 英国电影学院奖       | 最佳女主角   | 凱特·溫絲蕾                    | 胜出   |
| 英国电影学院奖       | 最佳影片     |                                | 提名   |
| 英国电影学院奖       | 最佳导演     | 斯蒂芬·达尔德里                | 提名   |
| 英国电影学院奖       | 最佳改编剧本 | David Hare                     | 提名   |
| 英国电影学院奖       | 最佳摄影     | Roger Deakins and Chris Menges | 提名   |
| 博卡斯電影評論學會   | 年度十佳電影 |                                | 胜出   |
| 博卡斯電影評論學會   | 最佳電影     |                                | 提名   |
| 博卡斯電影評論學會   | 最佳女配角   | 凱特·溫絲蕾                    | 胜出   |
| 博卡斯電影評論學會   | 最佳年輕演員 | David Kross                    |        |
| 金球獎               | 最佳剧情片   |                                | 提名   |
| 金球獎               | 最佳导演     | 斯蒂芬·达尔德里                | 提名   |
| 金球獎               | 最佳编剧     | David Hare                     | 提名   |
| 金球獎               | 最佳女配角   | 凱特·溫絲蕾                    | 胜出   |
| 聖地牙哥電影評論學會 | 最佳女主角   | 凱特·溫絲蕾                    | 胜出   |
| 衛星獎               | 最佳導演     | 斯蒂芬·达尔德里                | 提名   |
| 衛星獎               | 最佳電影     |                                | 提名   |
| 衛星獎               | 最佳编剧     | David Hare                     | 提名   |
| 衛星獎               | 最佳女主角   | 凱特·溫絲蕾                    | 提名   |
| 美国演员工会奖       | 最佳女配角   | 凱特·溫絲蕾                    | 胜出   |

## 外部連結
- 官方网站
- 互联网电影数据库（IMDb）上《讀愛》的资料（英文）
- 爛番茄上《讀愛》的資料（英文）
- Box Office Mojo上《讀愛》的資料（英文）
- Metacritic上《讀愛》的資料（英文）